# ریم الهاشمی (بازیکن فوتبال)
ریم الهاشمی (زادهٔ ۲۷ ژوئن ۱۹۸۷) بازیکن فوتبال اهل بحرین است.
وی همچنین در تیم ملی فوتبال زنان بحرین بازی کرده‌است.